# František Kriegel
František Kriegel (ur. 10 kwietnia 1908 w Stanisławowie, zm. 3 grudnia 1979 w Pradze) – czechosłowacki lekarz i polityk komunistyczny, działacz reformatorskiego skrzydła KPCz w okresie Praskiej Wiosny.

## Życiorys
Urodził się w żydowskiej rodzinie galicyjskiej. Studiował medycynę na Uniwersytecie Karola w Pradze, w 1934 uzyskał dyplom lekarza, w czasie wielkiego kryzysu wstąpił do KPCz. 
Po wybuchu hiszpańskiej wojny domowej w 1936 udał się do Hiszpanii, gdzie został lekarzem wojskowym Brygad Międzynarodowych. Po zwycięstwie frankistów w marcu 1939 udał się do Francji, gdzie został internowany. Gdy został zwolniony, Czechosłowacja była okupowana przez Niemcy, więc nie mógł tam wrócić; w związku z tym Norweski Czerwony Krzyż zaproponował mu dołączenie do chińskich wojsk walczących z Japończykami jako lekarz wojskowy, na co Kriegel się zgodził i do końca II wojny światowej był lekarzem chińsko-amerykańskich wojsk walczących z Japończykami, pod koniec wojny w Birmie. 
W listopadzie 1945 wrócił do Czechosłowacji, gdzie równocześnie pracował jako lekarz i działał w organach KPCz, a niedługo potem również w Ministerstwie Zdrowia Czechosłowacji, gdzie w 1949 objął funkcję podsekretarza stanu. Na początku lat 50. podczas antyżydowskich czystek politycznych został zwolniony ze stanowiska, w 1957 zrehabilitowany. W 1960 władze Czechosłowacji wysłały go na Kubę jako doradcę rządu Fidela Castro w zakresie opieki medycznej, po powrocie w 1964 został członkiem Zgromadzenia Narodowego Czechosłowacji, a w 1966 członkiem KC KPCz. Po objęciu kierownictwa KPCz przez Dubčeka stał się jednym z czołowych polityków reformatorskiego skrzydła partii i jedną z ważniejszych postaci Praskiej Wiosny. 
Po inwazji wojsk Układu Warszawskiego na Czechosłowację 20/21 sierpnia 1968 wraz z innymi reformatorami został aresztowany przez KGB i wywieziony do Moskwy, gdzie Biuro Polityczne KC KPZR naciskało na czechosłowackich polityków, by podpisali tzw. protokół moskiewski, uznający reformy Praskiej Wiosny za kontrrewolucję, a interwencję Układu Warszawskiego za "bratnią pomoc"; Kriegel jako jedyny odmówił jego podpisania, mówiąc, że mogą go zesłać na Syberię lub zastrzelić. Został usunięty ze składu KC KPCz, a w 1969 również z partii, następnie w 1970 przeszedł na przymusową wcześniejszą emeryturę. W latach 70. związał się z opozycją i ruchem obrony praw człowieka, był jednym z sygnatariuszy Karty 77 i współpracowników Václava Havla. 

## Odznaczenia
- Order Tomáša Garrigue Masaryka I Klasy – Czechy, 2015, pośmiertnie[1]
- Order Tomáša Garrigue Masaryka III Klasy – CSRF, 1992, pośmiertnie[2][3]
- Order 25 lutego 1948 I Klasy – ČSR